# Caserne Hamelin
La caserne Hamelin est une ancienne caserne située à Caen, au sud du quartier Saint-Jean. Construite entre 1720 et 1835, elle est détruite lors de la bataille de Caen.

## Histoire
La première pierre de la caserne de Vaucelles est posée par l’intendant de la généralité de Caen, François Guynet, le 17 mai 1720 dans la partie ouest de la petite île au sud de la porte Millet qui prend plus tard le nom d'île des Casernes. Mais les travaux sont tout de suite interrompus et, en 1735, Germain Louis Chauvelin, garde des Sceaux, doit intervenir pour que le jardin des plantes de Caen ne soit pas aménagé sur le terrain avoisinant la place Dauphine (actuelle place du 36e régiment d’infanterie). Les travaux reprennent finalement en 1742. 
En 1785, on décide d'agrandir la caserne sur des terrains achetés à l'Hôpital général,. Louis XVI en pose la première pierre le 26 juin 1786. Guillaume-Martin Couture, architecte du roi, mène les travaux avant que l'adjudication ne soit résiliée par arrêt du Conseil le 14 août 1789. Après une période d'interruption, les travaux reprennent en 1833 sur des plans différents de ceux dressés à l'origine et l'extension est achevée en 1835. 
À la fin du XIXe siècle, la caserne, rebaptisée en l'honneur de Ferdinand Hamelin, pouvait abriter 1 200 hommes d'infanterie. En 1876, le 36e régiment d’infanterie de ligne s'installe dans la caserne. Seul le troisième bataillon y reste, les deux autres étant transférés dans la caserne Lefebvre (château de Caen). Pendant la Première Guerre mondiale, la caserne est occupée par un hôpital militaire provisoire ; 200 à 300 lits étaient ouverts au HC no 30 Caen qui fonctionne jusqu'au 20 octobre 1919. 
Après guerre, le bâtiment est sous-utilisé et la ville réclame la cession du bâtiment pour établir un boulevard le long de l'Orne. L'administration des beaux-arts proteste contre la destruction du bâtiment et des pourparlers sont lancés. Il est envisagé un temps de déplacer la façade principale. En 1925, la partie XVIIIe siècle de la caserne est inscrite à l'inventaire supplémentaire des monuments historiques.
Dans la nuit du 7 juin 1944, elle est touchée de plein fouet par les bombardements aériens ; dans la soirée du 18 juillet, ce qui restait debout est anéanti par les tirs allemands de bombes SD1 et SD2. Les derniers vestiges sont définitivement abattus en 1946.

## Architecture
La caserne était composée de trois bâtiments principaux : 
- à l'est, le bâtiment d’entrée, formant le côté occidental de l'actuelle place du 36e-R.I. ;
- perpendiculairement à celui-ci, une longue aile longeant le quai de l'Orne ;
- dans le prolongement de cette dernière, l’extension à l'ouest, face à la Prairie.

La façade principale à l'est était de style néoclassique : au centre, une porte cochère compris dans un avant-corps encadré par des pilastres accouplés, terminés par des chapiteaux ioniques, et surmonté d'un fronton surbaissé dont le tympan contenait un cartouche ; de chaque côté, trois travées d'ordre colossal avec fenêtres cintrées séparées par des pilastres uniques également terminés par des chapiteaux ioniques. La façade sur le quai était beaucoup plus simple. L'extension à l'ouest était plus large que l'aile sur le quai et rompait donc l'alignement.

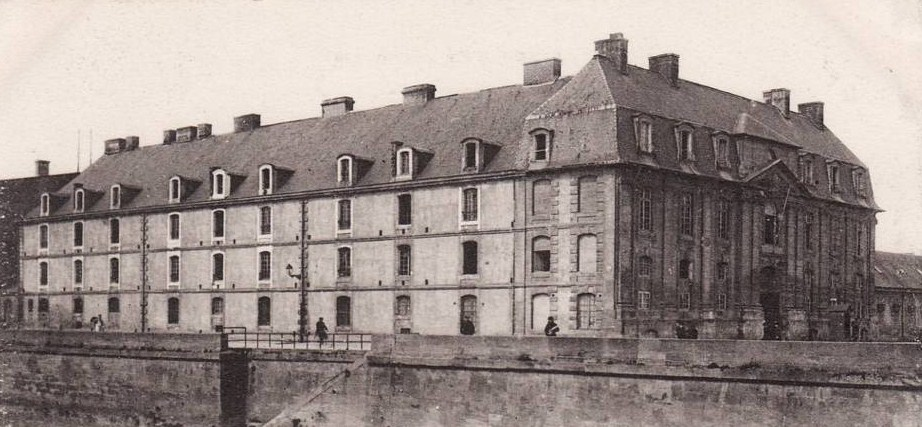
Les ailes sur la place du 36e R.I. et sur l'Orne.
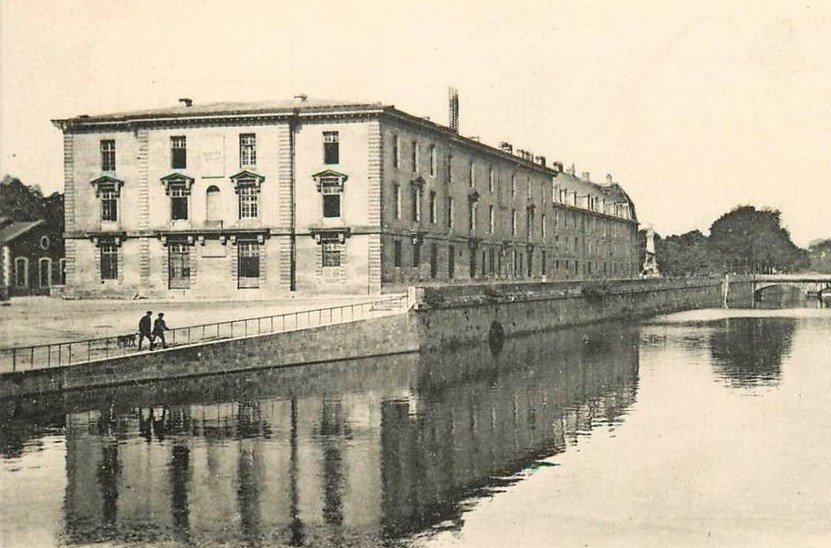
L'extension à l'ouest vers la Prairie.
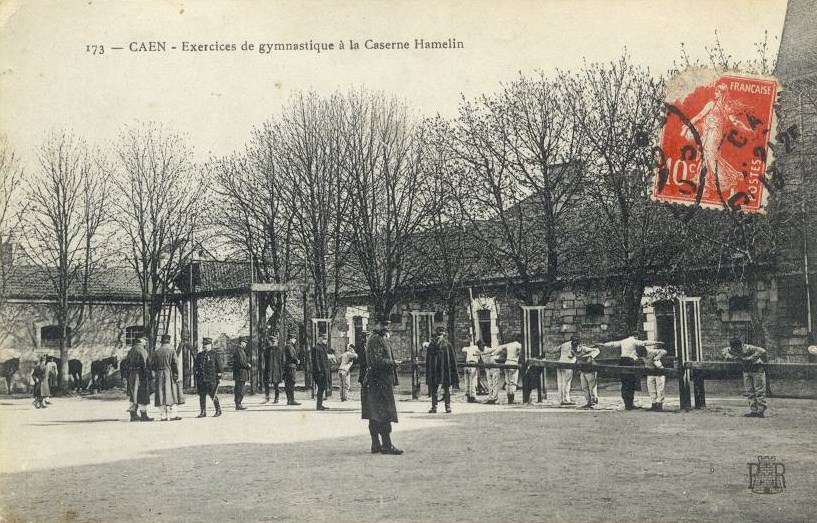
La cour de la caserne.